# Genios TV
Genios Televisión es un canal de televisión por suscripción peruano que fue lanzado en 2010. El canal es propiedad de Génesis Tuesta Vela.

## Historia
Genios Televisión fue lanzado en 2010. Su programación consiste en repeticiones de series importadas, como El chavo del ocho, El chapulín colorado, así como eventos deportivos del Club deportivo Unión Comercio, noticias importantes como las elecciones presidenciales y regionales, entre otros.

## Programación
Entre sus producciones, se destacan las siguientes:
- GTV Noticias
- De la mano con el pueblo
- GTV Kids
- La hora familiar
- Impacto alabino
- Sin límites
- La capital

## Eslóganes
- 2010 - Actualidad: Diferencia que se nota